# Espagne au Concours Eurovision de la chanson 2023
L'Espagne fait partie des trente-sept pays participant au Concours Eurovision de la chanson 2023. Le pays est représenté par Blanca Paloma, avec sa chanson Eaea. Le pays se classe 17e avec 100 points lors de la finale.

## Sélection
Le 19 juillet 2022, la RTVE dévoile dans une conférence de presse les détails du Benidorm Fest 2023, qui sera la deuxième édition de la compétition. On y apprend que celle-ci aura lieu du 31 janvier au 4 février 2023, avec dix-huit participants, qui sont révélés le 28 octobre 2022,.

### Format
Le Benidorm Fest 2023 se compose, tout comme l'édition précédente, de deux demi-finales et d'une finale, toutes trois diffusées en direct. Les deux demi-finales sont diffusées le mardi 31 janvier et le jeudi 2 février 2023; la finale est diffusée le samedi 4 février 2023.

Dix-huit chansons participent, à raison de neuf par demi-finale. Les résultats sont déterminés, là aussi tout comme l'édition précédente, à 50% des votes d'un jury de dix professionnels, à 25% des votes d'un panel démoscopique et à 25% des votes du public espagnol,.

Les trois shows sont présentés par Mónica Naranjo, Inés Hernand et Rodrigo Vázquez.

### Jury
Le jury est composé de huit membres:
- Nina, présidente du jury et représentante de l'Espagne au Concours Eurovision de la chanson 1989
- Irene García Valiente, productrice musicale
- José Juan Santana, président de l'OGAE Espagne
- Christer Björkman, ancien chef de production du Melodifestivalen et représentant de la Suède au Concours Eurovision de la chanson 1992
- Katrina Leskanich, chanteuse du groupe Katrina and the Waves, gagnant du Concours Eurovision de la chanson 1997 pour le Royaume-Uni
- William Lee Adams, fondateur et directeur du fansite Wiwibloggs (en)
- Nicola Caligiore, ancien chef de la délégation italienne à l'Eurovision
- Tali Eshkoli, cheffe de la délégation israélienne à l'Eurovision

### Participants
Les participants sont dans un premier temps annoncés le 25 octobre 2022, puis les titres des chansons le 2 novembre,. Les chansons sortent le 19 décembre.
| Interprète    | Titre              | Langue            | Paroles et musique                                                                                                |
| ------------- | ------------------ | ----------------- | --- |
| Agoney        | Quiero arder       | Espagnol          | Agoney Hernández Morales, Marta Martínez López, Andrés Huélamo López (Blackpanda)                                 |
| Alfred García | Desde que tú estás | Espagnol          | Alfred García, Raúl Gómez                                                                                         |
| Alice Wonder  | Yo quisiera        | Espagnol          | Alicia Climent Barriuso (Alice Wonder)                                                                            |
| Aritz Arén    | Flamenco           | Espagnol, anglais | Carlos Marco, Frida Amundsen, Kaci Brown, Sam Gray, Tonino Speciale                                               |
| Blanca Paloma | Eaea               | Espagnol          | Blanca Paloma, Jose Pablo Polo                                                                                    |
| E'Femme       | Uff!               | Espagnol, anglais | Antonio Escobar Núñez, Bárbara Reyzábal (Barei), E'Femme                                                          |
| Famous        | La Lola            | Espagnol          | Adrián Ghiardo, Andrés Sebastián Ramírez, Jorge de la Cruz Correa                                                 |
| Fusa Nocta    | Mi familia         | Espagnol          | Ignacio Moreno Gonzalez, Carlos Padilla Linares, Miriam Nares Signes (Fusa Nocta)                                 |
| José Otero    | Inviernos en Marte | Espagnol          | José Otero, Manu Chalud, Gabriel Oré, Kenya Saiz, Karen Méndez                                                    |
| Karmento      | Quiero y duelo     | Espagnol          | Carmen Toledo (Karmento)                                                                                          |
| Megara        | Arcadia            | Espagnol          | Sara Jiménez Moral, Roberto La Lueta Ruíz, Israel Dante Ramos                                                     |
| Meler         | No nos moverán     | Espagnol          | Jonathan Geraint Burt (Meler), Francisco Javier Pagalday, Natalia Neva, Oliver García Cerón, José Héctor Portilla |
| Rakky Ripper  | Tracción           | Espagnol          | Raquel García Cabrerizo (Rakky Ripper), Aleix Martin Font, Joan Valls Paniza, Rubén Pérez Pérez (Kickbombo)       |
| Sharonne      | Aire               | Espagnol          | Iván Torrent, Alejandro Barroso, Sharonne                                                                         |
| Siderland     | Que esclati tot    | Catalan           | Uri Plana, Albert Sort, Andreu Manyós, Roger Argemí                                                               |
| Sofía Martín  | Tuki               | Espagnol          | Sofía Martín, Freddy Rochow, Claudio Maselli                                                                      |
| Twin Melody   | Sayonara           | Espagnol, anglais | Aitana Etxeberria, Paula Etxeberria (Twin Melody), Jonathan Geraint Burt (Meler), Natalia Neva Martín             |
| Vicco         | Nochentera         | Espagnol          | Victoria Riba (Vicco), Rubén Pérez Pérez, Joan Valls Paniza                                                       |

1. ↑  Blanca Paloma avait déjà participé à l'édition précédente du Benidorm Fest, et terminé cinquième sur les huit finalistes.
2. ↑  Contient également une phrase en basque.

### Demi-finales

#### Demi-finale 1
La première demi-finale a été diffusée le soir du mardi 31 janvier 2023. Neuf des dix-huit participants y prennent part; quatre d'entre eux se qualifient pour la finale.
- Qualifiés
- Dernière place

| Ordre | Artiste      | Titre          | Jury (50%) | Panel démoscopique (25%) | Télévote (25%) | Total | Place |
| ----- | ------------ | -------------- | ---------- | ------------------------ | -------------- | ----- | ----- |
| 1     | Sharonne     | Aire           | 45         | 20                       | 22             | 87    | 7e    |
| 2     | Aritz Arén   | Flamenco       | 50         | 22                       | 35             | 107   | 5e    |
| 3     | Sofía Martín | Tuki           | 22         | 13                       | 13             | 48    | 9e    |
| 4     | Agoney       | Quiero arder   | 86         | 35                       | 40             | 161   | 1er   |
| 5     | Megara       | Arcadia        | 51         | 30                       | 30             | 111   | 4es   |
| 6     | Alice Wonder | Yo quisiera    | 79         | 15                       | 25             | 119   | 2e    |
| 7     | Meler        | No nos moverán | 29         | 40                       | 15             | 84    | 7es   |
| 8     | Fusa Nocta   | Mi familia     | 65         | 25                       | 28             | 118   | 3e    |
| 9     | Twin Melody  | Sayonara       | 29         | 28                       | 20             | 77    | 8es   |

#### Demi-finale 2
La seconde demi-finale a été diffusée le soir du mardi 2 février 2023. Les neuf participants restants y prennent part; quatre d'entre eux se qualifient pour la finale.
- Qualifiés
- Dernière place

| Ordre | Artiste       | Titre              | Jury (50%) | Panel démoscopique (25%) | Télévote (25%) | Total | Place |
| ----- | ------------- | ------------------ | ---------- | ------------------------ | -------------- | ----- | ----- |
| 1     | Famous        | La Lola            | 46         | 28                       | 13             | 87    | 7e    |
| 2     | José Otero    | Inviernos en Marte | 63         | 22                       | 20             | 105   | 4e    |
| 3     | Karmento      | Quiero y duelo     | 47         | 30                       | 35             | 112   | 3e    |
| 4     | Rakky Ripper  | Tracción           | 24         | 13                       | 15             | 52    | 9e    |
| 5     | Blanca Paloma | Eaea               | 92         | 35                       | 40             | 167   | 1re   |
| 6     | E'Femme       | Uff!               | 17         | 25                       | 22             | 64    | 8es   |
| 7     | Siderland     | Que esclati tot    | 48         | 15                       | 25             | 88    | 6es   |
| 8     | Alfred García | Desde que tú estás | 52         | 20                       | 30             | 102   | 5e    |
| 9     | Vicco         | Nochentera         | 67         | 40                       | 28             | 135   | 2e    |

### Finale
La finale est diffusée le samedi 4 février 2023.
- Première place
- Deuxième place
- Troisième place
- Dernière place

| Ordre | Artiste       | Titre              | Jury (50%) | Panel démoscopique (25%) | Télévote (25%) | Total | Place |
| ----- | ------------- | ------------------ | ---------- | ------------------------ | -------------- | ----- | ----- |
| 1     | Karmento      | Quiero y duelo     | 35         | 20                       | 25             | 80    | 6e    |
| 2     | Megara        | Arcadia            | 50         | 28                       | 28             | 106   | 4e    |
| 3     | Alice Wonder  | Yo quisiera        | 53         | 16                       | 20             | 89    | 5e    |
| 4     | Fusa Nocta    | Mi familia         | 24         | 25                       | 22             | 71    | 8e    |
| 5     | Agoney        | Quiero arder       | 80         | 30                       | 35             | 145   | 2e    |
| 6     | Blanca Paloma | Eaea               | 94         | 35                       | 40             | 169   | 1re   |
| 7     | José Otero    | Inviernos en Marte | 37         | 22                       | 16             | 75    | 7e    |
| 8     | Vicco         | Nochentera         | 59         | 40                       | 30             | 129   | 3e    |

Le festival s'achève donc sur la victoire de Blanca Paloma, qui devient par conséquent la représentante de l'Espagne au Concours Eurovision de la chanson 2023 avec sa chanson Eaea.

## À l'Eurovision
En tant que membre du Big Five, l'Espagne est qualifiée d'office pour la finale du 13 mai 2023, où la chanson termine à la 17e place avec 100 points et recevoir le score de télévote le plus bas de tous les concurrents, avec seulement 5 points. Sa participation au concours européen a été qualifiée d'« échec » par différents médias et une partie de l'opinion publique espagnole,,.